# Buzzr
Buzzr é um canal estadounidense de televisão digital de propriedade da Fremantle, parte do RTL Group. O canal exibe game shows da extensa biblioteca de programas clássicos da Fremantle.
O canal é disponibilizado em mais de 60 afiliadas, na televisão a cabo e nos serviços de streaming Pluto TV, Stirr, IMDb e Sling TV. A rede também está disponível em todo o país gratuitamente via satélite na banda C.